# Церква Святого Марка (Загреб)
Загребська церква Святого Марка (хорв. Crkva sv. Marka u Zagrebu) — католицький храм, парафіяльна церква Загребської архідієцезії у столиці Хорватії місті Загребі; дуже цінна історико-архітектурна пам'ятка, одна з найстаріших загребських будівель.
Храм, як і Сабор — представницький і законодавчий орган (парламент) Хорватії, розташований у загребському середмісті — на площі Св. Марка.

## Історія та опис

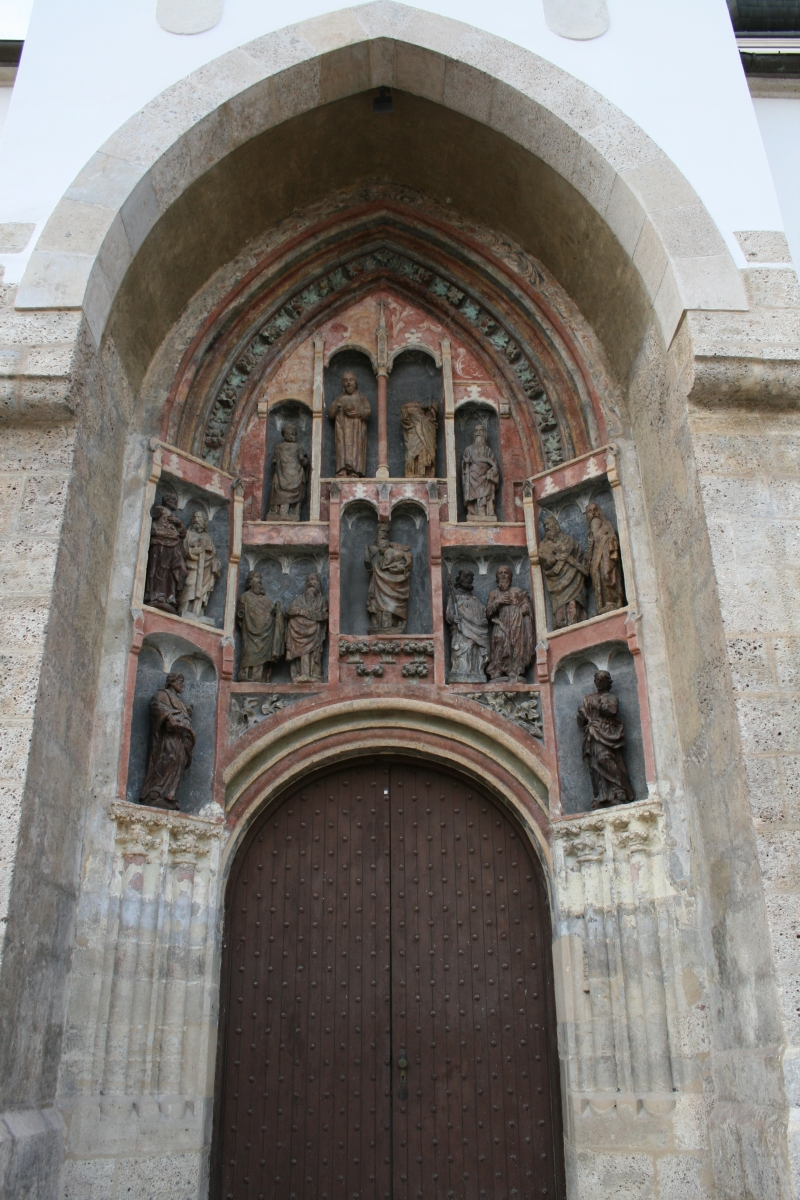
Південний портал храму

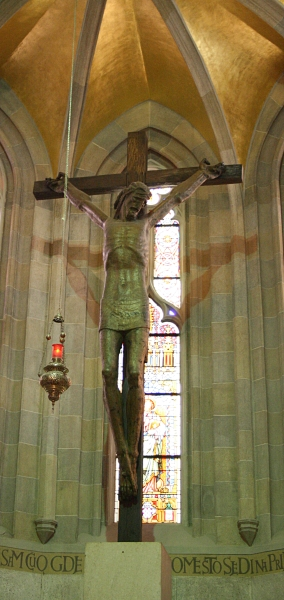
«Розп'яття Христа» Мештровича

Церква була збудована як дворова тринавова культова споруда, від початку XIV століття як міський парафіяльний храм. Парафію згадано під 1261-м роком. Церква має гарний портал, перед яким за давнини стояв «стовп ганьби», до якого прив'язували людей, над якими вершили вирок міського суду.
Загребська церква Святого Марка легко пізнається по барвистим вежі та даху (Мачетті / Macetti та Мак'єдо / Machiedo), на яких зображені герби міста Загреба і герб Триєдиного Королівства Хорватії, Славонії і Далмації; також прикметними є барокові маківки храму і його чудовий південний фасад, який за своїм скульптурним оздобленням є найбагатших готичним порталом у Хорватії.
Угорський король Бела IV дав свій дозвіл на проведення ярмарків на площі Святого Петра перед самою церквою. Перед храмом же Амброз Матія Губец (Ambroz Matija Gubec), ватажок селянського повстання, був «коронований» розпеченою залізною короною.
Більша частина загребського Верхнього міста (Горнєго града) була забудована в ХІІІ столітті. Але через пожежі і землетруси надалі, місто кілька разів повністю перебудовували так, що тепер дуже важко визначити його первинний вигляд.
Найбільших змін церква св. Марка у Загребі зазнала під час останньої реконструкції (1876—82), яку доручили віденському реставратору готичних церков архітектору Фрідріху фон Шмідту (Friedrich von Schmidt). Плани реставратора виконанав на місці його колега Герман Болле. Тоді ж церква дістала свою оригінальну черепичну покрівлю, оздоблену гербом Триєдиного Королівства Хорватії, Славонії та Далмації на лівому боці даху і прапором Загреба — з правого боку покрівлі.
Бароковий вплив у вигляді загребської церкви св. Марка (1658—1725) є помітний на більшій частині культової споруди. Найгарніший південний портал церкви (з початку XV століття) має численні кам'яні (готика) і дерев'яні (бароко) статуї святих.
Інтер'єр церкви був відновлений знову в період 1923-24 років, а у 1936-38 роках у ризниці храму була побудована каплиця.
Церква відома й тим, що у ній містяться скульптури роботи відомого хорватського скульптора Івана Мештровича (на головному вівтарі «Розп'яття Христа», а на бічному вівтарі — «Мадонна з Ісусом»), деякі з найкрасивіших фресок Йозо Кляковича (Jozo Kljaković) — «Нагірна прповідь» (1923) і «Сплітський сабор з Гргуром Нінським»), а також олійні картини роботи Любо Бабича.
Загребська церква Святого Марка була знову предметом реконструкції в 1990-х роках найперше для того, щоб зберегти всю автентичність і красу храму, а також закріпити й визнати дах церкви як символ Загреба, а від нещодавно і як символ вільної та незалежної Республіки Хорватії. 29 березня 2009 року відбулося офіційно урочисте відзначення завершення реконструкції церкви, яку розпочали 25 років тому.